# Jan Gossaert
Jan Gossaert, ofta kallad Mabuse efter sin födelsestad Maubeuge, född cirka 1478, död den 1 oktober 1532, var en flamländsk målare.

## Biografi
Gossaert kallade sig även Jenny van Hennegouwe (från Hainaut) när han blev student i Guild of St. Luke i Antwerpen 1503. Litet är känt om hans tidiga liv och olika källor ger varierande besked. Under åren 1508 – 1509 vistades han i Rom och 1509 – 1517 bodde han i Middelburg i sydvästra Nederländerna.
Gossaert knyter delvis an till nederländsk tradition, men var även påverkad av italiensk högrenässans, som han studerade i bland annat Rom. Han införde gärna en klassicerande bakgrundsarkitektur i såväl sina religiösa som mytologiska målningar.
Enligt van Mander var han en av de första flamländska konstnärerna att tillämpa det italienska sättet att måla med mycken nakenhet i historiska allegorier.
Åren 1517 – 1524 bodde han på Duurstede slott där han hade Jan van Scorel som elev. Från 1524 var han tillbaka i Middelburg, nu som hovmålare till Adolf of Burgund.
Gossaert var samtida med Lucas van Leyden och var påverkad av konstnärer som verkat före honom, som Rogier van der Weyden, den store mästaren i Tournai och Brüssel, vars arkitektoniskt inramade kompositioner han efterliknade. Gossaert finns representerad vid bland annat Nationalmuseum i Stockholm.